# Pairan
Pairan (en francès Payra-sur-l'Hers) és un municipi de França de la regió d'Occitània, al departament de l'Aude.